# Parafia św. Andrzeja Boboli w Bystrem
Parafia św. Andrzeja Boboli w Bystrem – parafia rzymskokatolicka z siedzibą w Bystrem, należąca do dekanatu Biłgoraj – Południe diecezji zamojsko-lubaczowskiej. Została utworzona 9 maja 1997 roku z części Parafii Narodzenia NMP w Krzeszowie. 16 grudnia 1997 z parafii Potok Górny (dekanat Tarnogród) została włączona miejscowość Kulno.

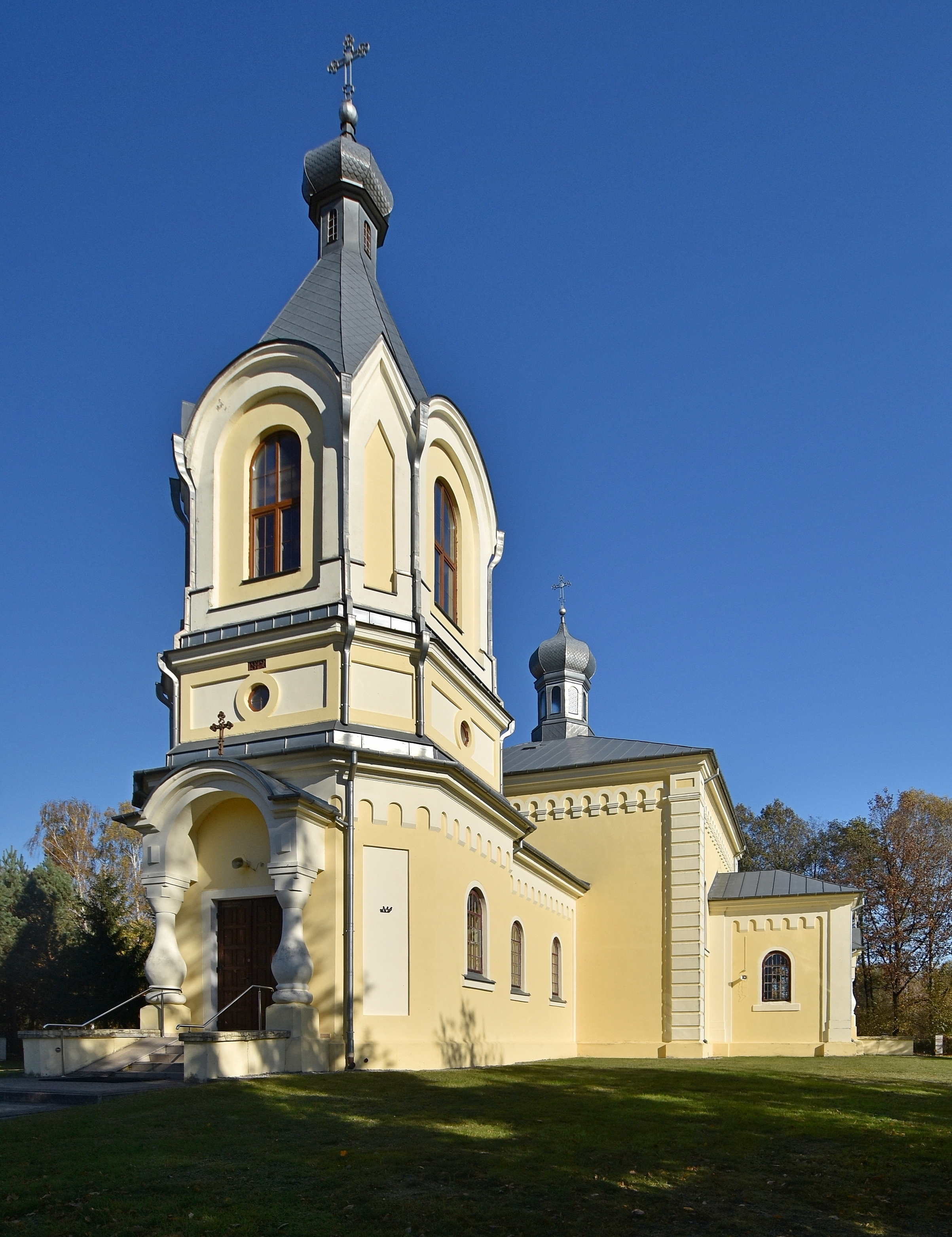
Kościół filialny św. Maksymiliana Kolbego w Kulnie (jednocześnie cerkiew prawosławna)

## Zasięg parafii
Do parafii należą wierni z miejscowości: Bystre, Kulno, Kustrawa, Łazów i Sigiełki.
Parafia ma kościół filialny św. Maksymiliana Kolbego w Kulnie.